# 南淀河
南淀河，一作南甘河，位于中华人民共和国海南省屯昌县东南部，是龙州河右岸支流。发源于南吕岭东麓，蜿蜒向北流经白银坡、黎村、南宫、南强河，至丁罗转西北流，至屯昌县城屯城镇东南约8公里处的湾头仔村汇入龙州河。河长27.3千米，流域面积133.8平方千米，河道平均比降3.14‰。流域内设有国营中建农场，人口1.3万人，耕地面积628公顷，建有南宫、香寮水电站，装机容量725千瓦。